# Tomasz Wyżyński
Tomasz Wyżyński (ur. 31 października 1958 w Kielcach) – polski tłumacz anglojęzycznej literatury pięknej i leksykograf.

## Życiorys
Absolwent VI Liceum Ogólnokształcącego im. Tadeusza Reytana w Warszawie (1977) i Instytutu Anglistyki Uniwersytetu Warszawskiego (1982, tytuł zawodowy magistra filologii angielskiej). Zadebiutował jako tłumacz w 1987. Od 1994 autor słowników angielsko-polskich i polsko-angielskich publikowanych w formie książkowej m.in. przez Świat Książki, Klub dla Ciebie i Wydawnictwo WNT. Oprócz prozy literackiej (przeszło sześćdziesiąt powieści) przekładał na język polski wiersze Williama Butlera Yeatsa, a na język angielski polskie wiersze dla dzieci (w tym Lokomotywę Juliana Tuwima i W pamiętniku Zofii Bobrówny Juliusza Słowackiego) oraz wiersze polskich poetów współczesnych.
Współpracował m.in. z wydawnictwami Iskry, Książka i Wiedza, Czytelnik, Albatros, Świat Książki, Czarna Owca. Przełożył cykl dwunastu powieści historyczno-obyczajowych Dziedzictwo rodu Poldarków brytyjskiego pisarza Winstona Grahama. Polskie tłumaczenie powieści Światło, którego nie widać amerykańskiego autora Anthony’ego Doerra zostało nagrodzone tytułem Książki Roku 2015 portalu Lubimyczytać.pl w kategorii powieść historyczna. Mieszka w Warszawie, ma córkę.

## Publikacje książkowe

### Słowniki angielsko-polskie i polsko-angielskie

#### Słowniki tematyczne
- 1994 – Angielsko-polski i polsko-angielski słownik biznesu (English-Polish and Polish-English Business Dictionary), Książka i Wiedza, ISBN 83-05-12671-4
- 1995 – Słownik biznesu: angielsko-polski i polsko-angielski (Business Dictionary: English-Polish and Polish-English), Prószyński i S-ka, ISBN 83-85661-92-1
- 2000 – Podręczny słownik idiomów angielskich (The Compact Dictionary of Idiomatic English), Świat Książki, ISBN 83-7227-362-6
- 2013 – Angielsko-polski słownik biznesu z wymową, Polsko-angielski słownik biznesu z wymową, Wydawnictwo WNT, 2 tomy, ISBN 978-83-7926-026-3, ISBN 978-83-7926-031-7

#### Słowniki ogólne
- 1999 – Podręczny słownik angielsko-polski (The Compact English-Polish Dictionary), Podręczny słownik polsko-angielski (The Compact Polish-English Dictionary), Świat Książki, 2 tomy, ISBN 83-7227-423-1, ISBN 83-7227-344-8; przedruk Wydawnictwo Horyzont, 2001, 1 tom, pod tytułem Słownik angielsko-polski i polsko-angielski, ISBN 83-7227-987-X
- 2002 – Współczesny słownik angielsko-polski (The Contemporary English-Polish Dictionary), Współczesny słownik polsko-angielski (The Contemporary Polish-English Dictionary), Klub dla Ciebie, 2 tomy, ISBN 83-89076-76-4, ISBN 83-88729-91-8
- 2004 – Nowy praktyczny słownik angielsko-polski i polsko-angielski (The New Practical English-Polish and Polish-English Dictionary), Świat Książki, 1 tom, ISBN 83-247-0266-0
- 2008 – Wielki uniwersalny słownik angielsko-polski (The Great Universal English-Polish Dictionary), Wielki uniwersalny słownik polsko-angielski (The Great Universal Polish-English Dictionary), Klub dla Ciebie, 2 tomy, ISBN 978-83-7404-900-9, ISBN 978-83-7404-901-6; wznowienie Wydawnictwo WNT, 2013, ISBN 978-83-7926-114-7, ISBN 978-83-7926-115-4

### Przekłady
Tłumaczenia książek autorów mających hasła w Wikipedii:

- 1989 – Sucha biała pora (André Brink), ISBN 83-207-1161-4
- 1991 – Wszystkiemu do widzenia (Robert Graves), ISBN 83-05-12565-3
- 1992 – Zima Helikonii (Brian Aldiss), ISBN 83-207-1381-1
- 1992 – Dzień przed północą (Stephen Hunter), ISBN 83-900658-1-9
- 1992 – Wstąpić do piekła (Jack Higgins), ISBN 83-900658-5-1
- 1993 – Złota sieć (Alistair MacLean, Simon Gandolfi(inne języki)), ISBN 83-85855-14-9
- 1993 – Solo (Jack Higgins), ISBN 83-85855-03-3
- 1993 – Bezkresne morze (Alistair MacLean), ISBN 83-900658-9-4
- 1994 – Spisek Akwitanii (Robert Ludlum), ISBN 83-207-1386-2
- 1994 – Fachman (Bernard Malamud), ISBN 83-207-1369-2
- 1994 – Miłosny lot (Lewis Nkosi), ISBN 83-85606-50-5
- 1994 – Król lew (wersja książkowa, ISBN 83-7129-093-4)
- 1994 – Ambasador (André Brink), ISBN 83-07-02349-1
- 1994 – Gra Geralda (Stephen King),  ISBN 83-85855-33-5
- 1995 – Saba (Jack Higgins), ISBN 83-85855-73-4
- 1995 – Casper (Lisa Rojany), ISBN 83-7152-004-2
- 1996 – Firma (John Grisham), ISBN 83-7129-228-7
- 1998 – Czarownice (Roald Dahl), ISBN 83-7129-426-3
- 1998 – Karol i fabryka czekolady (Roald Dahl), ISBN 83-87782-03-3[b]
- 1998 – Wielka szachownica (Zbigniew Brzeziński), ISBN 83-7227-198-4
- 2000 – Żona magika(inne języki) (Brian Moore), ISBN 83-7227-195-X
- 2001 – Generał cesarza (James Webb), ISBN 83-7227-630-7
- 2001 – Podarunek(inne języki) (Danielle Steel), ISBN 83-7227-949-7
- 2010 – Pamięć doskonała (Scott Bakker), ISBN 978-83-7659-539-9
- 2013 – Czerwony smok (Thomas Harris), ISBN 978-83-7885-772-3
- 2013 – Ikona (Frederick Forsyth), ISBN 978-83-7885-600-9
- 2013 – Pięść Boga (Frederick Forsyth), ISBN 978-83-7885-638-2
- 2013 – Kopalnia złota (Wilbur Smith), ISBN 978-83-7885-611-5
- 2013 – Cień Dextera(inne języki) (Jeff Lindsay), ISBN 978-83-7885-697-9
- 2013 – Koszmar na różowo(inne języki) (John D. MacDonald), ISBN 978-83-7885-666-5
- 2014 – Demony Dextera (Jeff Lindsay), ISBN 978-83-7885-711-2
- 2014 – Akta Odessy (Frederick Forsyth), ISBN 978-83-8125-714-5
- 2014 – Baśnie braci Grimm dla dorosłych i młodzieży (Philip Pullman), ISBN 978-83-7985-652-7
- 2015 – Pierwszych piętnaście żywotów Harry’ego Augusta (Claire North), ISBN 978-83-7943-792-4[c]
- 2015 – W sieci (Thomas Pynchon), ISBN 978-83-7985-189-8
- 2015 – Cierpienia Dextera(inne języki) (Jeff Lindsay), ISBN 978-83-7885-969-7
- 2015 – Córka pszczelarza (Santa Montefiore), ISBN 978-83-8031-128-2
- 2015 – Światło, którego nie widać (Anthony Doerr), ISBN 978-83-8015-202-1
- 2015 – Przeżyć. Droga dziewczyny z Korei Północnej do wolności (Park Yeon-mi, Maryanne Vollers(inne języki)), ISBN 978-83-8015-246-5[d]
- 2015 – Syn szpiega (Bryan Denson(inne języki)), ISBN 978-83-8015-056-0
- 2016 – Dotyk (Claire North), ISBN 978-83-8031-404-7
- 2016 – Tajemnice Amy Snow (Tracy Rees(inne języki)), ISBN 978-83-8015-265-6
- 2016 – Dziewięć dni (Gilly Macmillan), ISBN 978-83-7943-933-1[e]
- 2016 – Ross Poldark(inne języki) (Winston Graham), ISBN 978-83-8015-165-9
- 2016 – Demelza(inne języki) (Winston Graham), ISBN 978-83-8015-167-3
- 2016 – Jeremy Poldark(inne języki) (Winston Graham), ISBN 978-83-8015-169-7
- 2016 – Warleggan(inne języki) (Winston Graham), ISBN 978-83-8015-460-5
- 2017 – Perfekcyjna dziewczyna (Gilly Macmillan), ISBN 978-83-8031-557-0
- 2017 – Czarny księżyc(inne języki) (Winston Graham), ISBN 978-83-8015-462-9[f]
- 2017 – Cztery łabędzie(inne języki) (Winston Graham), ISBN 978-83-8015-464-3
- 2017 – Fala gniewu (Winston Graham), ISBN 978-83-8015-466-7
- 2018 – Florence Grace (Tracy Rees), ISBN 978-83-8015-945-7
- 2018 – Przybysz z morza (Winston Graham), ISBN 978-83-8015-742-2
- 2018 – Taniec młynarza (Winston Graham), ISBN 978-83-8015-744-6
- 2018 – Puchar miłości (Winston Graham), ISBN 978-83-8015-746-0
- 2018 – Pogięta szpada (Winston Graham), ISBN 978-83-8015-749-1
- 2019 – Bella Poldark (Winston Graham), ISBN 978-83-8015-752-1[g]
- 2019 – Moje lato w Tenby (Tracy Rees), ISBN 978-83-8015-947-1
- 2019 – 84 000 (Claire North), ISBN 978-83-8139-008-8
- 2020 – Umysł zabójcy (Mike Omer), ISBN 978-83-8139-225-9
- 2020 – W ciemnościach (Mike Omer), ISBN 978-83-8139-477-2
- 2020 – U schyłku dnia (Claire North), ISBN 978-83-8139-312-6
- 2020 – Cordelia(inne języki) (Winston Graham), ISBN 978-83-8143-344-0
- 2020 – Inni ludzie (C.J. Tudor), ISBN 978-83-8143-322-8
- 2021 – Płonące dziewczyny(inne języki) (C.J. Tudor), ISBN 978-83-8143-663-2
- 2021 – Światło głębin(inne języki) (Frances Hardinge), ISBN 978-83-8143-620-5
- 2022 – Metropolis: największy wynalazek ludzkości (Ben Wilson(inne języki)), ISBN 978-83-8143-050-0
- 2022 – Sprawa śmierci i życia (Irvin Yalom, Marilyn Yalom), ISBN 978-83-8252-022-4
- 2023 – Pani March (Virginia Feito(inne języki)), ISBN 978-83-8252-045-3
- 2023 – 33 strategie wojny(inne języki) (Robert Greene), ISBN 978-83-8252-322-5
- 2023 – Ocaleni (Jane Harper), ISBN 978-83-8252-111-5
- 2023 – Śmierć czarnej wdowy (James Patterson, J.D. Barker), ISBN 978-83-8252-463-5
- 2024 – Miasto pod jednym dachem (Iris Yamashita), ISBN 978-83-8252-545-8
- 2024 – Debit (C.J. Tudor), ISBN 978-83-8252-433-8
- 2024 – Kiedy byłyśmy ptakami (Ayanna Lloyd Banwo(inne języki)), ISBN 978-83-8252-543-4
- 2024 – Umrzeć przez grzeczność (Geena Davis), ISBN 978-83-8252-772-8
- 2024 – Opuszczona (J.D. Barker), ISBN 978-83-8252-742-1
- 2024 – Dziewczyna z wyspy zapachów (Erica Bauermeister), ISBN 978-83-8139-317-1
- 2024 – Kamienne figurki(inne języki) (Lloyd Devereux Richards(inne języki)), ISBN 978-83-8252-760-5
- 2024 – Gra na antenie (J.D. Barker), ISBN 978-83-8252-749-0
- 2025 – Zabójcze pożądanie (J.D. Barker), ISBN 978-83-8252-917-3
- 2025 – Anonimowi skrytobójcy (Rob Hart), ISBN 978-83-8252-993-7